# Otto Abel (Historiker)

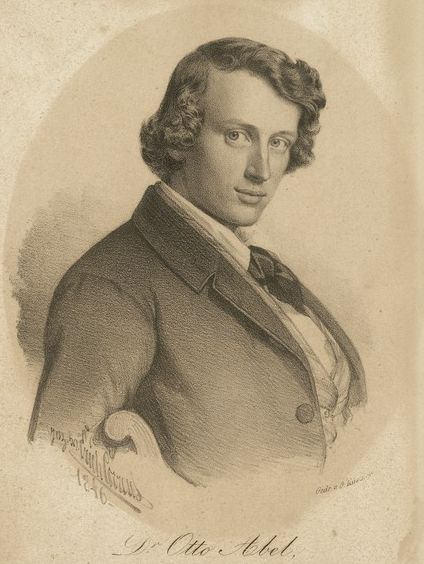
Otto Abel, 1846 (Lithographie von Gottfried Küstner)

Heinrich Friedrich Otto Abel (* 22. Januar 1824 in Klosterreichenbach in Württemberg; † 28. Oktober 1854 in Leonberg) war ein deutscher Historiker. 

## Leben
Abel war der Sohn des Pfarrers Konradin Abel (5. März 1796–14. Mai 1874) in Klosterreichenbach und dessen Frau Auguste Christine Heinrike (geborene Seeger, 22. Juli 1800–12. Juli 1826) sowie ein Neffe des Leonberger Diakons Wilhelm Otto Abel (23. Januar 1802–8. Februar 1886) und Vetter des Historikers Sigurd Abel. Sein Großvater war Jakob Friedrich von Abel. Nach Beendigung seiner Schulbildung studierte er 1842 an den Universitäten Tübingen, Jena, Heidelberg, Bonn und Berlin im Hauptfach Geschichtswissenschaft; u. a. bei Friedrich Christoph Dahlmann und Leopold von Ranke. Ersterem widmete er seine Erstlingsschrift: Makedonien vor König Philipp Leipzig 1847, in der er den hellenischen Ursprung der Makedonier nachwies. Durch seine Neigung zu historischen Studien hatte er beschlossen sich dem Lehrfach zu widmen.
Während seines Studiums wurde er Mitglied der Burschenschaft Germania Tübingen (1842), der Burschenschaft Burgkeller Jena (1844) und der Burschenschaft Fridericia Bonn (1845).
Politisch interessiert und engagiert trat Abel 1848 in Tübingen mit Begeisterung für die Idee eines preußischen Kaisertums ein und publizierte hierzu die Schrift: Das neue Deutsche Reich und sein Kaiser. Seine hier dargestellte Begeisterung und Hoffnung wich jedoch bald der tiefen Enttäuschung über das Verhalten Friedrich Wilhelms IV. Diese bittere Erfahrung, die schwer auf ihm lastete, zeigt sich in der aus seinem Nachlass veröffentlichte Schrift Theodat, König der Ostgoten, deren Anspielungen mit Bezug zur Gegenwart deutlich zu erkennen sind.
Durch Minister Heinrich Alexander von Arnim kam Abel zu einer Anstellung im preußischen diplomatischen Dienst, doch bereits 1850 legte er dieses Amt wieder nieder. Er ließ sich in Berlin nieder und wurde dort Mitarbeiter der Monumenta Germaniae Historica; er bearbeitete dafür eine Reihe von schwäbischen Geschichtsquellen der Stauferzeit. 1851 habilitierte er sich als Dozent der Geschichte in Bonn und veröffentlichte 1852 einen Aufsatz über Die politische Bedeutung Kölns am Ende des 12. Jahrhunderts in der Allgemeinen Monatschrift. Er erlag im Alter von 30 Jahren in Leonberg einem Lungenleiden.
Er war befreundet mit Jacob Grimm, der ihm eine Todesanzeige in der Vossischen Zeitung widmete. Am 31. Oktober 1854 wurde er in Leonberg beigesetzt.

## Wirken

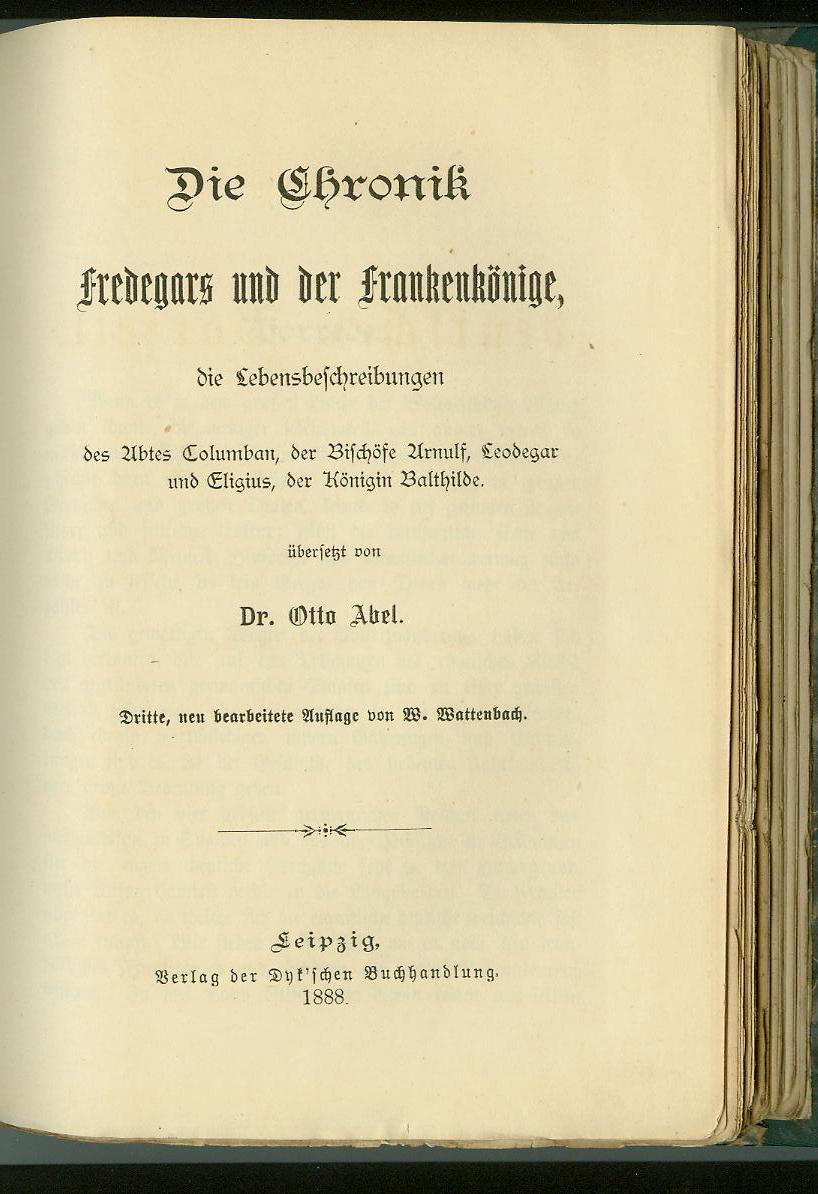
Titelseite von Abels Übersetzung der Fredegar-Chronik

Abel hatte sich eine umfassende Darstellung der Geschichte Kaiser Friedrichs II., des Staufers, zur Lebensaufgabe gestellt, von der jedoch bei seinem frühen Tod nur die Monographie König Philipp der Hohenstaufe, die als Einleitung zu dem Werk dienen sollte, und das posthume vielversprechende Fragment Kaiser Otto IV. und König Friedrich II. erschienen sind. Die Schriften beruhten auf gründlicher Quellenforschung.
Schriften (Auswahl)
- Makedonien vor König Philipp. Weidmann’sche Buchhandlung, Leipzig 1847 (archive.org, gewidmet Friedrich Christoph Dahlmann und seinem Onkel Otto Abel) – Nachdruck des Originals, Salzwasser Verlag, Paderborn 2011, ISBN 978-3-86382-381-8.
- Paulus Diakonus und die übrigen Geschichtsschreiber der Langobarden. Übersetzt von Dr. Otto Abel (= Die Geschichtsschreiber der deutschen Vorzeit. 8. Jahrhundert, Band 4), Wilhelm Hesser, Leipzig 1849 (archive.org).
- Einhards Jahrbücher. Nach der Ausgabe der Monumenta Germaniae übersetzt von O. Abel (= G. H. Pertz, J. Grimm, K. Lachmann, L. Ranke, K. Ritter (Hrsg.): Die Geschichtsschreiber der deutschen Vorzeit. 9. Jahrhundert, 1. und 2. Buch). W. Besser, Franz Duncker, Leipzig 1850 (archive.org, archive.org) – Nachdruck des Originals, Salzwasser Verlag, Paderborn 2011, ISBN 978-3-86382-128-9.
- Die deutschen Kaiserdynastien und ihre Bestrebungen für die Einheit und Erblichkeit des Reichs. In: Germania. Band 1, Leipzig 1851.
- Die deutschen Personennamen. Wilhelm Hertz, Berlin 1853 (archive.org).
- Die Legende vom heiligen Nepomuk. Eine geschichtliche Abhandlung aus dem Nachlass von D. Otto Abel. Wilhelm Hertz, Berlin 1855 (archive.org – Nachweis der Affinität des Kultus von Johannes Nepomuk zu Jan Hus).
- Die Chronik Fredegars und der Frankenkönige, die Lebensbeschreibung des Abtes Columban, der Bischöfe Arnulf, Leodegar und Eligius, der Königin Bathilde. Leipzig 1888 (archive.org).